# Proyecto de Ley 3 del Senado de Tennessee
El Proyecto de Ley 3 del Senado de Tennessee (en inglés Tennessee Senate Bill 3), conocido como Tennessee drag ban, es un proyecto de ley anti-drag, que prohíbe la "actuación de cabaret para adultos" pública frente a menores de edad en el estado de Tennessee. El proyecto de ley es vago en lo que considera una "actuación de cabaret para adultos", aunque lo define como "imitadores masculinos o femeninos que brindan entretenimiento que apela a un interés lascivo".

## Desarrollo
Este proyecto de ley fue el primero anti-drag que se aprobó en una legislatura estatal de los Estados Unidos y fue el primero en convertirse en ley. El proyecto de ley fue firmado el 2 de marzo de 2023 por el gobernador Bill Lee. Este proyecto de ley ha sido criticado por algunas personas por ser demasiado vago y autoritario.
El 1 de abril de 2023, el juez federal Tommy Parker del Tribunal de Distrito de los Estados Unidos para el Distrito Oeste de Tennessee bloqueó cautelarmente la implementación del Proyecto de Ley 3 del Senado de Tennessee, citando preocupaciones sobre la Primera Enmienda.

## Contenido
El Proyecto de Ley 3 del Senado de Tennessee prohíbe a las "bailarinas en toples, bailarinas gogó, bailarinas exóticas, strippers, imitadores masculinos o femeninos en presencia de menores de edad".

## Reacciones públicas
El proyecto de ley provocó la indignación de la comunidad LGBT. En respuesta a su rúbrica, la secretaria de prensa de la Casa Blanca, Karine Jean-Pierre, declaró: "En lugar de hacer algo para abordar los problemas reales que afectan a los estadounidenses, en este momento tenemos a un gobernador de Tennessee que ha decidido ir tras los espectáculos drag. ¿Qué sentido tiene eso de ir tras los espectáculos de drag? ¿cómo va a ayudar eso a la vida de las personas?" 
RuPaul calificó el proyecto de ley como una distracción y afirmó en una publicación de Instagram que era "una técnica de distracción clásica, que nos distrae de los problemas reales para lo que fueron votados quienes ocupan el cargo: empleos, atención médica, seguridad a nuestros hijos en su propia escuela".